# Cerkiew św. Demetriusza w Suczawie
Cerkiew św. Demetriusza – ozdobiona freskami z wewnątrz oraz z zewnątrz cerkiew z pierwszej połowy XVI w. znajdująca się w Suczawie w północnej Rumunii, na Bukowinie.
Cerkiew została wzniesiona w latach 1534–1535 za sprawą hospodara mołdawskiego Piotra Raresza. Zbudowana została na typowym dla tutejszych cerkwi tego okresu planie trójkonchowym, zwieńcza ją wieża-latarnia ponad nawą świątyni (posiadająca archaiczną już wówczas dekorację ceramiczną). W latach 1537–1538 została ozdobiona monumentalnymi freskami zewnętrznymi, z których do naszych czasów dotrwały jednak jedynie wyblakłe sceny na ścianie południowej, przedstawiające akatyst oraz Drzewo Jessego. Również freski wewnętrzne zachowały się do naszych czasów częściowo: w przedsionku się nie zachowały, w przednawiu zostały mocno zniszczone wskutek pożaru z XIX w., jedynie freski nawy są dobrze zachowane (znajduje się tu m.in. obraz wotywny z przedstawieniem Piotra Raresza). 
Ponad wejściem do świątyni znajduje się płaskorzeźba z herbem Mołdawii podtrzymywanym przez dwa włoskie renesansowe putta. 
Obok cerkwi stoi potężna wieża (dzwonnica), wzniesiona w latach 1560–1561 z fundacji hospodara Aleksandra Lăpușneanu. Również i na niej znajduje się płaskorzeźba z herbem Mołdawii.
Tuż obok znajdują się także resztki dworu hospodarskiego zbudowanego przez Aleksandra Dobrego na początku XV w.

## Literatura
- W. Korsak, J. Tokarski, Rumunia, Pascal 2004, s. 205.
- Ł. Galusek, M. Jurecki, A. Dumitru, Rumunia. Mozaika w żywych kolorach, Bezdroża 2004, s. 153.
- M. Jurecki, Bukowina. Kraina łagodności, Bezdroża 2001, ss. 189–190.
- R. Brykowski, T. Chrzanowski, M. Kornecki, Sztuka Rumunii, Ossolineum 1979, ss. 80, 84.